# 1955–1958-as vásárvárosok kupája
A vásárvárosok kupája először 1955 és 1958 között került megrendezésre. A trófeát a spanyol CF Barcelona hódította el miután a döntőben 8–2-es összesítéssel diadalmaskodott London városának válogatott csapata felett.

## Lebonyolítás
Két szakaszból állt: egy csoportkörből és egy egyenes kieséses szakaszból. A részt vevő 12 csapatot négy, egyaránt háromcsapatos csoportba sorsolták, a csoportokon belül oda-visszavágós, körmérkőzéses rendszerben mérkőztek meg a csapatok egymással. A csoportok első helyezett csapatai jutottak tovább az egyenes kieséses döntő szakaszba.
Bécs (Wien XI) és Köln (Köln XI) városainak válogatott csapata a csoportkörök során visszalépett.

## Csoportkör

### A csoport
| #  | Csapat       | M             | Gy            | D             | V             | G+            | G–            | Gk            | P             |               |
| -- | ------------ | ------------- | ------------- | ------------- | ------------- | ------------- | ------------- | ------------- | ------------- | ------------- |
| 1. | CF Barcelona | 2             | 1             | 1             | 0             | 7             | 3             | +4            | 3             |               |
| 2. | København XI | 2             | 0             | 1             | 1             | 3             | 7             | –4            | 1             |               |
| 3. | Wien XI      | Visszalépett. | Visszalépett. | Visszalépett. | Visszalépett. | Visszalépett. | Visszalépett. | Visszalépett. | Visszalépett. | Visszalépett. |

| 1955. december 25. |

| CF Barcelona                                          | 6–2   | København XI                |
| ----------------------------------------------------- | ----- | --------------------------- |
| Areta 8' 10' Tejada 40' 80' Villaverde 41' Kubala 59' | (4–0) | Lundberg 65' (11-esből) 75' |

|  |

| 1956. április 26. |

| København XI            | 1–1   | CF Barcelona   |
| ----------------------- | ----- | -------------- |
| Lundberg 61' (11-esből) | (0–0) | Villaverde 85' |

|  |

### B csoport
| #  | Csapat          | M | Gy | D | V | G+ | G– | Gk | P |
| -- | --------------- | - | -- | - | - | -- | -- | -- | - |
| 1. | Birmingham City | 4 | 3  | 1 | 0 | 6  | 1  | +5 | 7 |
| 2. | Internazionale  | 4 | 2  | 1 | 1 | 6  | 2  | +4 | 5 |
| 3. | Zagreb XI       | 4 | 0  | 0 | 4 | 0  | 9  | –9 | 0 |

| 1956. május 15. |

| Internazionale | 0–0 | Birmingham City |
| -------------- | --- | --------------- |
|                |     |                 |

|  |

| 1956. május 22. |

| Zagreb XI | 0–1   | Birmingham City |
| --------- | ----- | --------------- |
|           | (0–1) | Brown 8'        |

|  |

| 1956. június 6. |

| Zagreb XI | 0–1   | Internazionale |
| --------- | ----- | -------------- |
|           | (0–0) | Campagnoli 74' |

|  |

| 1956. december 3. |

| Birmingham City                | 3–0   | Zagreb XI |
| ------------------------------ | ----- | --------- |
| Orritt 3' Brown 60' Murphy 67' | (1–0) |           |

|  |

| 1957. március 19. |

| Internazionale                  | 4–0   | Zagreb XI |
| ------------------------------- | ----- | --------- |
| Skoglund 8' 89' Lorenzi 43' 50' | (2–0) |           |

|  |

| 1957. április 17. |

| Birmingham City | 2–1   | Internazionale |
| --------------- | ----- | -------------- |
| Govan 44' 53'   | (2–0) | Lorenzi 88'    |

|  |

### C csoport
| #  | Csapat          | M             | Gy            | D             | V             | G+            | G–            | Gk            | P             |               |
| -- | --------------- | ------------- | ------------- | ------------- | ------------- | ------------- | ------------- | ------------- | ------------- | ------------- |
| 1. | Lausanne Sports | 2             | 1             | 0             | 1             | 10            | 9             | +6            | 2             |               |
| 2. | Leipzig XI      | 2             | 1             | 0             | 1             | 9             | 10            | –1            | 2             |               |
| 3. | Köln XI         | Visszalépett. | Visszalépett. | Visszalépett. | Visszalépett. | Visszalépett. | Visszalépett. | Visszalépett. | Visszalépett. | Visszalépett. |

| 1956. március 6. |

| Leipzig XI                                                    | 6–3   | Lausanne Sports                   |
| ------------------------------------------------------------- | ----- | --------------------------------- |
| Walter 5' Konzack 9' 82' Krause 23' 36' Fettke 69' (11-esből) | (4–3) | Maillard 11' Rey 31' Eschmann 43' |

|  |

| 1956. október 21. |

| Lausanne Sports                                             | 7–3   | Leipzig XI                          |
| ----------------------------------------------------------- | ----- | ----------------------------------- |
| Tedeschi 28' Eschmann 37' 43' 55' Moser 38' Stefano 60' 62' | (4–3) | Walter 13' Konzack 58' Fröhlich 70' |

|  |

### D csoport
| #  | Csapat       | M | Gy | D | V | G+ | G– | Gk | P |
| -- | ------------ | - | -- | - | - | -- | -- | -- | - |
| 1. | London XI    | 4 | 3  | 0 | 1 | 9  | 3  | +6 | 6 |
| 2. | Frankfurt XI | 4 | 2  | 0 | 2 | 10 | 10 | 0  | 4 |
| 3. | Basel XI     | 4 | 1  | 0 | 3 | 7  | 13 | –6 | 2 |

| 1955. június 6. |

| Basel XI | 0–5   | London XI                          |
| -------- | ----- | ---------------------------------- |
|          | (0–3) | Firmani 35' 81' Holton 37' 43' 74' |

|  |

| 1955. október 26. |

| London XI                  | 3–2   | Frankfurt XI                      |
| -------------------------- | ----- | --------------------------------- |
| Jezzard 46' 86' Robson 60' | (0–2) | Pfaff 25' (11-esből) Kaufhold 30' |

|  |

| 1956. május 4. |

| London XI  | 1–0   | Basel XI |
| ---------- | ----- | -------- |
| Robson 87' | (0–0) |          |

|  |

| 1956. június 20. |

| Frankfurt XI                               | 5–1   | Basel XI            |
| ------------------------------------------ | ----- | ------------------- |
| Buchenau 19' 80' Pfaff 31' 73' Hermann 52' | (2–1) | Hügi 35' (11-esből) |

|  |

| 1957. március 27. |

| Frankfurt XI      | 1–0   | London XI |
| ----------------- | ----- | --------- |
| Preisendorfer 72' | (0–0) |           |

|  |

| 1957. június 12. |

| Basel XI                                            | 6–2   | Frankfurt XI        |
| --------------------------------------------------- | ----- | ------------------- |
| Allemann 3' 47' 66' Sanmann 33' Hügi 64' Burger 88' | (2–1) | Kraus 32' Mayer 65' |

|  |

## Egyenes kieséses szakasz

### Elődöntő
| 1. csapat       | Össz. | 2. csapat    | 1. mérk. | 2. mérk. |
| --------------- | ----- | ------------ | -------- | -------- |
| Lausanne Sports | 2–3   | London XI    | 2–1      | 0–2      |
| Birmingham City | 4–41  | CF Barcelona | 4–3      | 0–1      |

1Mivel az összesített eredmény 4–4 lett, a szabályok értelmében újrajátszást (3. mérkőzést) rendeltek el, amit az CF Barcelona 2–1-re nyert meg. A mérkőzést semleges pályán, Svájcban játszották.

#### 1. mérkőzések
| 1957. szeptember 16. |

| Lausanne Sports  | 2–1   | London XI   |
| ---------------- | ----- | ----------- |
| Vonlanden 6' 74' | (1–0) | Haverty 70' |

|  |

| 1957. október 23. |

| Birmingham City                    | 4–3   | CF Barcelona                         |
| ---------------------------------- | ----- | ------------------------------------ |
| Brown 2' Orritt 25' Murphy 33' 60' | (3–3) | Tejada 12' Evaristo 27' Martínez 40' |

|  |

#### 2. mérkőzések
| 1957. október 23. |

| London XI              | 2–0   | Lausanne Sports |
| ---------------------- | ----- | --------------- |
| Greaves 10' Holton 76' | (1–0) |                 |

| Stamford Bridge, London |

Továbbjutott a London XI 3–2-es összesítéssel.
| 1957. november 13. |

| CF Barcelona | 1–0   | Birmingham City |
| ------------ | ----- | --------------- |
| Kubala 82'   | (0–0) |                 |

|  |

Mivel az összesített eredmény 4–4 lett, a szabályok értelmében egy 3. mérkőzés került megredezésre.

#### 3. mérkőzés
| 1957. november 26. |

| CF Barcelona            | 2–1   | Birmingham City |
| ----------------------- | ----- | --------------- |
| Evaristo 33' Kubala 83' | (1–0) | Murphy 48'      |

| Svájc |

Továbbjutott a CF Barcelona.

### Döntő
| 1. csapat | Össz. | 2. csapat    | 1. mérk. | 2. mérk. |
| --------- | ----- | ------------ | -------- | -------- |
| London XI | 2–8   | CF Barcelona | 2–2      | 0–6      |

| 1958. március 5. |

| London XI                         | 2–2   | CF Barcelona           |
| --------------------------------- | ----- | ---------------------- |
| Greaves 5' Langley 88' (11-esből) | (1–2) | Tejada 4' Martínez 43' |

| Stamford Bridge, London Nézőszám: 45 466 Játékvezető: Dusch (svájci) |

| 1958. május 1. |

| CF Barcelona                                          | 6–0   | London XI |
| ----------------------------------------------------- | ----- | --------- |
| Suárez 6' 8' Martínez 42' Evaristo 52' 75' Vergés 63' | (3–0) |           |

| Nuevo Estadio, Barcelona Nézőszám: 70 000 Játékvezető: Dusch (svájci) |

| Az 1955–1958-as vásárvárosok kupája győztese |
| -------------------------------------------- |
| CF Barcelona 1. cím                          |

## Lásd még
- 1955–1956-os bajnokcsapatok Európa-kupája
- 1956–1957-es bajnokcsapatok Európa-kupája
- 1957–1958-as bajnokcsapatok Európa-kupája

## Külső hivatkozások
- A vásárvárosok kupája az RSSSF honlapján (angolul)